# São Jorge
São Jorge este un oraș în Rio Grande do Sul (RS), Brazilia.